# Hedycarya arborea
Hedycarya arborea är en tvåhjärtbladig växtart som beskrevs av Forst.. Hedycarya arborea ingår i släktet Hedycarya och familjen Monimiaceae. Inga underarter finns listade i Catalogue of Life.